# Zurbrüggen Wohnzentrum

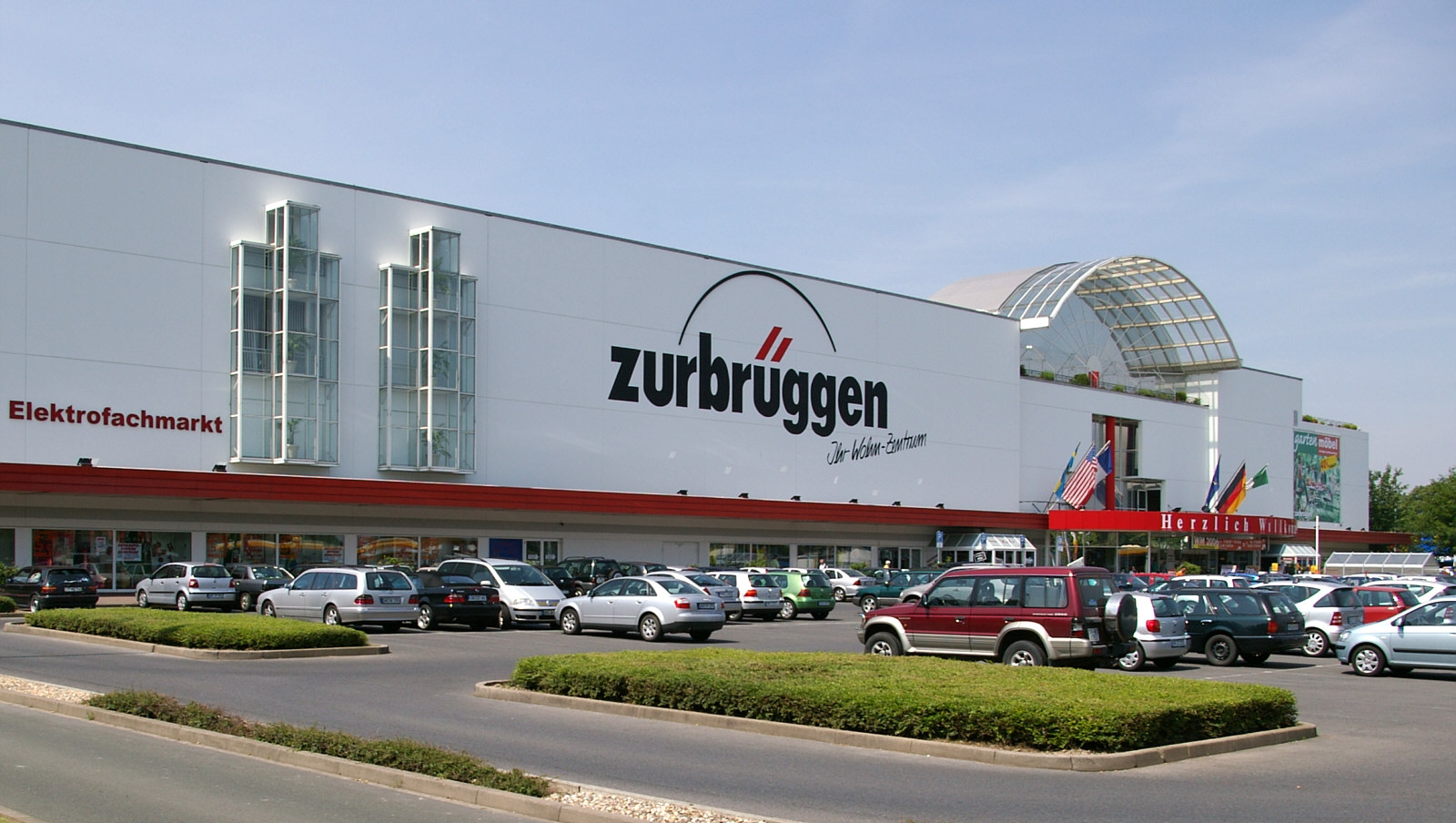
Zurbrüggen in Unna

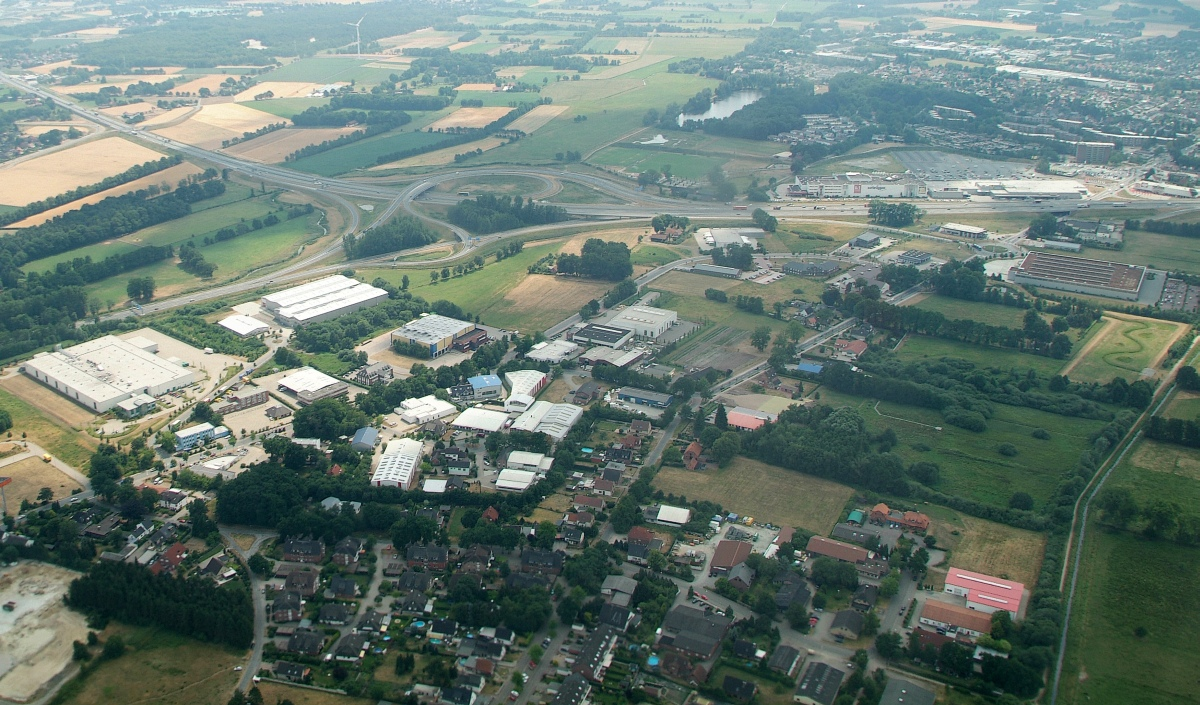
Zurbrüggen in Delmenhorst (oben rechts im Bild)

Die Zurbrüggen Wohnzentrum GmbH ist ein Möbelhaus, das 1900 im westfälischen Oelde gegründet wurde. Seit 1932 wurde ein Möbel-Großhandel betrieben. Aus diesem Großhandel entstand nach Umbau des Stammhauses in Oelde im Jahre 1958 ein Einzelhandelsunternehmen.
Heute werden die drei Vertriebslinien Zurbrüggen, Z2 und Osca! betrieben.

## Unternehmensgeschichte
Das Unternehmen wurde im Jahr 1900 durch Franz Zurbrüggen senior in Oelde als „Mechanische Tischlerei“ gegründet und betreibt derzeit folgende Standorte:
- Unna Hauptsitz und Unternehmenszentrale, Verkaufshäuser: Zurbrüggen, Z2
- Oelde  Stammhaus, Verkaufshaus: Zurbrüggen, Z2
- Bielefeld  Verkaufshäuser: Zurbrüggen, Z2
- Delmenhorst  Verkaufshäuser: Zurbrüggen und Z2
- Herne  Verkaufshäuser: Zurbrüggen und Z2 (ab 2012)
- Ganderkesee  Verkaufshaus: Osca!
- Bönen  Hochregallager

Das Unternehmen beschäftigt nach eigenen Angaben rund 1.600 Mitarbeiter an den sieben Standorten. Das größte Möbelhaus ist mit 40.000 m² Ausstellungsfläche das in Unna, gefolgt von den Häusern in Bielefeld, Delmenhorst und dem Verkaufshaus am Stammsitz in Oelde. Am 2. Mai 2011 erfolgte der Spatenstich für ein weiteres Wohn-Zentrum in Herne. Die Lkw-Flotte besteht aus fast 70 Fahrzeugen.
Seit Mitte 2011 ist Zurbrüggen auch im Online-Handel tätig.
Das Unternehmen hat im Jahr 2008 einen Umsatz von 280 Mio. Euro erzielt, im Jahr 2014 waren dies bereits 340 Mio. Euro.
Anfang Januar 2015 wurde bekannt, dass die Möbelhauskette XXXLutz, welche im Jahr 2014 die Traditionshäuser Kröger und Möbelstadt Rück übernommen hatte, auch in das Familienunternehmen Zurbrüggen eingestiegen ist. Dabei wurde ein Kooperationsvertrag mit der XXXL-Gruppe geschlossen und 50 Prozent der Zurbrüggen-Anteile an die österreichische Inhaber-Familie Seifert verkauft. Das Familienunternehmen werde nach Medienberichten trotz der Kooperation mit XXXL seine Eigenständigkeit behalten. Insbesondere sei kein weiterer Verkauf von Anteilen geplant und die Geschäftsführung bleibe in den Händen der Brüder Christian und Stefan Zurbrüggen sowie Thomas Hagermann.

## „Hitler-Tassen“
Im April 2014 wurde bekannt, dass das Unternehmen Tassen mit einem Porträt von Adolf Hitler und einem Hakenkreuz-Feldpost-Poststempel verkaufte. Laut Eigenaussage des Unternehmens hätten die chinesischen Designer Hitler nicht gekannt und beim Auspacken und Einsortieren sei es auch „niemandem aufgefallen“. Aufgrund dieses Vorfalls ermittelte die Staatsanwaltschaft Dortmund wegen des Tatvorwurfs der Verwendung verfassungsfeindlicher Symbole. Dieses Verfahren wurde kurze Zeit später eingestellt. Da dem Unternehmen nicht nachzuweisen sei, dass es wissentlich die Hitler-Tassen verkauft habe, liege auch kein strafbares Verhalten vor, hieß es.

## Weblink
- Website des Unternehmens